# Ti-Grace Atkinson
Grace "Ti-Grace" Atkinson, född 9 november 1938 i Baton Rouge, Louisiana, är en amerikansk feminist. Hon var  i slutet av 1960- och början av 1970-talet en av de främsta företrädarna för den amerikanska kvinnorörelsen.
Atkinson var ursprungligen engagerade inom National Organization for Women (NOW), men avgick som president för New York-avdelningen när hennes försök att omvandla organisationen hierarkiska struktur till "deltagande demokrati" misslyckades. Tillsammans med andra radikalfeminister grundade hon i oktober 1968 gruppen The Feminists och hon var en av grundarna av Human Rights for Women, Inc. Ett urval av hennes essäer och tal publicerades 1974 under titeln Amazon Odyssey. År 1985 arbetade hon på att utveckla en teori om kvinnoförtryck och höll regelbundet möten i New York syfte att återskapa en stark radikalfeminism i USA.